# Попов, Егор Павлович
Егор (Игорь) Павлович Попов (англ. Egor P. Popov; 19 февраля 1913, Киев — 19 апреля 2001, Беркли, Калифорния) — американский инженер-строитель русского происхождения, профессор.
Областью его интересов были морские нефтяные платформы, проблемы сейсмоустойчивости конструкций, трубопроводов и мостов. Учебники Попова по механике твёрдых тел были переведены с английского на испанский, португальский, японский, иврит, турецкий, персидский, индонезийский, корейский языки, став классическими для студентов по всему миру.

## Биография
Родился 6 (19) февраля 1913 года в городе Киеве, Российская империя, в семье врачей Павла Попова (профессор Киевского университета, двоюродный брат Александра Попова) и Зои Дерябиной; в семье был ещё один сын — Николай, младший брат Игоря.
Отец Игоря был призван на фронт Первой мировой войны, служил доктором на территории современной Белоруссии. Из-за близких боевых действий его семья переехала в Пензу.
С началом революций 1917 года отец вернулся в родительский дом в Пермь, куда прибыла его жена с детьми.
В годы Гражданской войны Павел Попов работал в медицинском поезде, принадлежавшем Белому движению и обслуживавшем раненых солдат на Транссибе. Его семья жила с ним в 1918—1919 годах прямо в вагоне.
После победы Красной армии семья Поповых попала в Маньчжурию (1921). В Китае отец нашёл работу врача в городе Хайларе, а затем в городе Пограничном, где Игорь Попов впервые пошёл в школу. Затем в 1924 году Поповы оказались в Харбине, где Игорь получил знания немецкого и английского языков.
В 1927 году Поповы перебрались в США, в Сан-Франциско.
В возрасте 14 лет Игорь поступил в Политехническую школу. Когда пришло время получать личные документы, американские чиновники переиначили его имя, и он стал Егором вместо Игоря. Обучение он продолжил на бесплатной основе в Калифорнийском университете в Беркли, который тогда поддерживался государством.
С 1929 по 1933 годы учился на инженера-строителя. По совету профессора Хардинга Игорь решил продолжить обучение, получив в 1934 году стипендию от Массачусетского технологического института, где заслужил степень магистра, исследуя подвесные мосты.
В 1935 году Попов получил стипендию от Калифорнийского технологического института, где обучался до 1937 года.
C 1937 года Игорь Попов начал трудовую деятельность в фирмах Fullerton, E. F. Rudolph и других компаниях, специализируясь на сейсмоустойчивости, что было актуально для Калифорнии. Он стал первопроходцем в этой области знаний.
В 1946 году он получил степень доктора в Стэнфорде и в том же году стал преподавателем университета Беркли, читая курсы механики студентам строительных специальностей. В 1953 году Попов стал профессором.
Параллельно принимал участие в крупных инженерных проектах, в числе которых мост между Сан-Франциско и Оклендом, музей современного искусства в Сан-Франциско, Трансаляскинский нефтепровод (длина 1288 км). Попов работал также для NASA в Хьюстоне.
Умер 19 апреля 2001 года в больнице Калифорнии от сердечного приступа. У него остались дети: Екатерина, Александр и шестеро внуков.

## Заслуги
- Член Национальной инженерной академии за вклад в механику твёрдых тел, 1976.
- Медаль Ховарда от Американского общества гражданских инженеров, 1976.
- Медаль Джеймса-Кроеса за работу «Eccentrically braced steel frames for Earthquakes», 1979.
- Медаль Натана Ньюмарка за вклад в науку, 1981.
- Медаль Джеймса-Кроеса за работу «Seismic behavior of structural sub-assemblages», 1982.
- Почетный член Американского общества гражданских инженеров, 1986.
- Медаль Нормана за работу «Inelastic response of tubular steel offshore towers», 1987.
- Медаль Дж. Хоуснера от Института исследований землетрясений, 1999.
- Премия за достижения от Американского института стальных конструкций, 1999.
- Член американских национальных списков «Who`s who in America», «Who`s who in the West», «Who`s who in Engineering», «Men of Achievement» и других.